# Alfred Rexroth

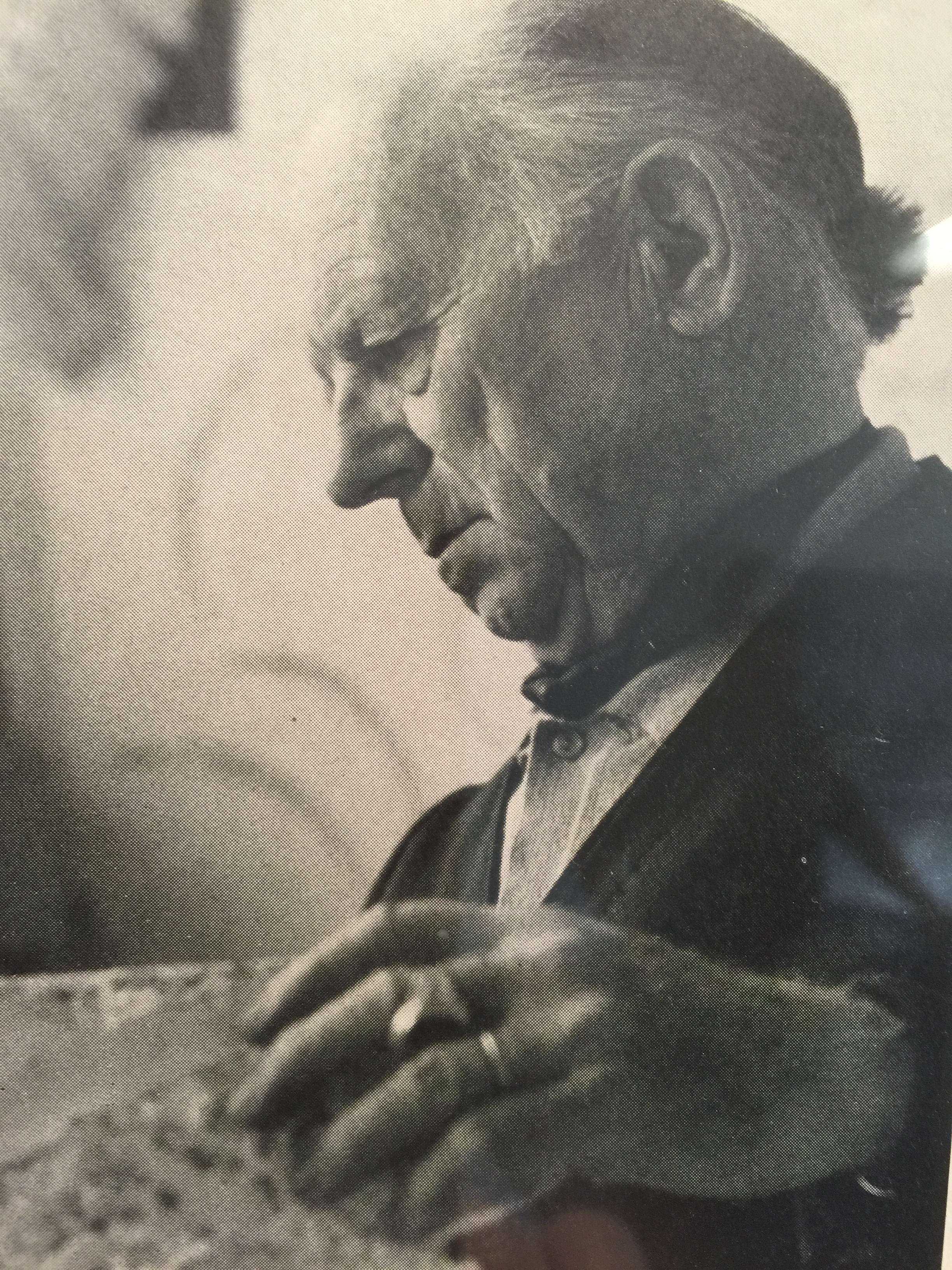
Alfred Rexroth

Alfred Rexroth (* 27. März 1899 in Lohr am Main; † 18. Januar 1978 auf Schloss Elmau (Anderer Todestag: 13. Januar)) war ein deutscher Ingenieur, Unternehmer und Anthroposoph.

## Leben
Alfred Rexroth war der älteste Sohn einer Fabrikantenfamilie, die über vier Generationen im Spessart ein Eisenwerk besaß, die heutige Bosch Rexroth. In Nürnberg absolvierte er ein Ingenieurstudium. Während dieser Zeit lernte er die Anthroposophie kennen und hörte 1921 einen Vortrag von Rudolf Steiner. Sein Praktikum absolvierte er bei M.A.N und ging danach nach Stuttgart, wo er im Büro des anthroposophischen Unternehmens „Der Kommende Tag AG“ mitwirkte, bis er 1923 in den Familienbetrieb eintrat. 1924 wurde er Mitglied der Anthroposophischen Gesellschaft. 1930 heiratete er Friederike Schultz, geb. Fienemann, und adoptierte deren Tochter aus erster Ehe.
In Zusammenhang mit der Aktion der Gestapo am 9. Juni 1941 gegen die Anthroposophen wurde Alfred Rexroth verhört, sein Haus durchsucht und seine Bibliothek mit einer Reihe anthroposophischer Bücher beschlagnahmt. Das genaue Datum seiner Festnahme ist nicht festgehalten. Er stritt der Gestapo gegenüber ab, Mitglied der anthroposophischen Gesellschaft zu sein, erklärte die Bücher als zur Sammlung des verstorbenen ersten Ehemanns seiner Frau zugehörig und seine Frau erklärte eine weitere Kiste im Dachboden als dort aus Platzmangel verstaut, laut Bericht des Gendarmerieposten Lohr/Main vom 12. Juli 1941. Es wurde sein Eisenwerk jedoch in die Kriegsproduktion einbezogen, wo sein „passiver Widerstand“ der Gestapo auffiel, die ihn auf seine anthroposophische Betätigung zurückführte. Von der Außenstelle Würzburg kam die Frage an die Gestapo Nürnberg, was unternommen werden sollte gegen Alfred und Ludwig Rexroth zur Aberkennung ihrer Betriebsführereigenschaft. In der Aktion gegen Geheimlehren wäre die Verbindung des Ehepaars Alfred Rexroth zur Anthroposophie und zur Christengemeinschaft festgestellt worden.
„Die Interesselosigkeit der beiden Brüder Rexroth für die Fertigung der in ihrem Betrieb hergestellten kriegswichtigen Erzeugnisse und die Gleichgültigkeit in der Betriebsführung seien zweifellos auf ihre pazifistische Einstellung zurückzuführen.“ Dies stand in einem Bericht der Staatspolizeistelle Nürnberg vom 6. November 1942. Was dagegen unternommen wurde, ist nicht festgehalten.
Mit seinem Bruder und einem Geschäftsführer leitete und baute er die Firma zu einem bedeutenden, weltweit tätigen Unternehmen aus. Durch Verbesserungen bei der Herstellung im Hydrauliksektor konnte das Unternehmen ein homogenes Gusseisen erzeugen, das sich für hohe Drücke eignete.

## Arbeitsziele und Initiativen
Alfred Rexroth versuchte zusammen mit seinem Bruder Ludwig, partnerschaftliche Unternehmensverfassungen einzuführen. Im so genannten „Heidenheimer Kreis“ fand er andere geistesverwandte Unternehmerpersönlichkeiten, die sich einzeln um die Pflege und Entwicklung des Dreigliederungsgedankens Rudolf Steiners bemühten. Den Zug zur verbindlichen Tat und Praxis fand er später in den 1960er-Jahren in dem Kreis um Wilhelm Ernst Barkhoff. Sie suchten Finanzierungswege und Rechtsformen auf anthroposophischem Hintergrund zu entwickeln. Hier sah er die Möglichkeit, den Impuls des „Kommenden Tages“ wieder aufzugreifen und neue bankähnliche Einrichtungen zu begründen. Durch sein Engagement sind wesentliche Grundlagen für das Entstehen des erweiterten Rechts- und Finanzwesens entstanden, die heute als die GLS Gemeinschaftsbank eG und GLS Treuhand e. V. bekannt sind.
Die Impulse und Ideale Alfred Rexroths zeigen sich durch unterschiedliche Gründungsinitiativen, die er im Rahmen seiner Geschäftstätigkeit unternahm. Zum Beispiel war Rexroth 1963 ein Gründungsmitglied des Instituts für soziale Gegenwartsfragen e.V.

### Schülerpraktika
Im Eisenwerk Lohr bot er ab 1965 Industrie-Schulpraktika für Waldorfschulen an. Hunderte von Waldorfschülern aus den Oberstufen durchliefen hier ein drei- bis vierwöchiges Industriepraktikum. Es war sein Anliegen, Institutionen des Kultur- und Geisteslebens mit Wirtschaftsunternehmen zu verbinden. Es sollte dadurch die soziale Fantasie durch gezielte Praxis-Erfahrung in jungen Jahren angeregt werden.

### Stiftung für Arbeitsforschung
1974 errichtete Alfred Rexroth eine Stiftung für Arbeitsforschung, die Forschungsvorhaben förderte, wie Menschen und Menschengruppen arbeitend neue Erziehungs-, Ausbildungs- und Arbeitsformen erproben konnten. Es wurden dadurch in Zusammenarbeit mit der Gemeinnützigen Treuhandstelle in Bochum und der Anthroposophischen Gesellschaft zahlreiche Ausbildungsinitiativen gefördert, die in diesem Sinne wirken wollten.
Alfred Rexroth glaubte, dass ein modernes, arbeitsteiliges, globalisierendes Wirtschaftsleben bestimmte rechtliche Rahmenbedingungen braucht. Es ging ihm vor allem um neue Eigentumsformen an Produktionsmitteln und die Frage, wie der menschlichen Arbeit der Warencharakter genommen werden kann. Er traf diesbezüglich Entscheidungen, die modellhaften Charakter haben sollten.

### Stiftung des eigenen Vermögens
So übertrug er seine Industrie-Beteiligungen auf eine Kapital-Verwaltungsgesellschaft von Treuhändergesellschaftern, die auch nach seinem Tode dafür zu sorgen hatten, dass die private Verfügung über das Unternehmerkapital für die beteiligten Unternehmer und deren Nachfolger ausgeschlossen werde. Es wurde sichergestellt, dass ein Teil der Gewinne aus den industriellen Tätigkeiten den bankähnlichen Einrichtungen (GLS Treuhand e.V., ehemals "Gemeinnützige Treuhandstelle e. V. Bochum") zufließt. Auf diese Weise werden noch heute Initiativen des Kultur- und Geisteslebens aus Erträgen industrieller Tätigkeit finanziert.
Als das inzwischen zu einem Weltunternehmen herangewachsene Unternehmen in Lohr als Branchenführer auf dem Gebiet der Hydraulik vor großen Investitionsentscheidungen stand, die die Kapitalkraft des Unternehmens überforderten, wurde nach einem kapitalkräftigen Partner gesucht, den man in dem Großunternehmen Mannesmann fand. Kommanditanteile der Brüder Rexroth wurden entgeltlich auf die Firma Mannesmann übertragen. Alfred Rexroth übertrug dann mit Hilfe seiner Gattin Friederike den Verkaufserlös gegen Zahlung einer Leibrente auf die Gemeinnützige Treuhandstelle in Bochum. Aus diesem gesamten Industrievermögen wurden zahlreiche Initiativen in der biologisch-dynamischen Landwirtschaft, im pädagogischen, im heilpädagogischen, im Ausbildungs- und Forschungsbereich finanziert.

### Assoziative Partnerschaften
Letztlich strebte Alfred Rexroth nach Heranbildung kooperativ-assoziativer Zusammenarbeit an Stelle der anonymisierenden Marktkräfte. Die Grundlage dafür lag darin, ein neues Arbeitsrecht zu entwickeln, das alle Mitarbeiter zu gleichberechtigten Partnern machen sollte und dadurch den Gegensatz zwischen Kapital und Arbeit oder auch Arbeitgeber und Arbeitnehmer nach und nach überwinden kann. Als Beispiele dienen seine partnerschaftliche Betriebsvereinbarung in dem Werk Lohr und seine Tätigkeit in der „Arbeitsgemeinschaft für Partnerschaft in der Wirtschaft“, zu deren Gründungsmitgliedern er gehörte. Er verfasste Aufsätze und Kommentare und hielt Vorträge und Seminare, um das Prinzip der Brüderlichkeit in der Wirtschaft darzustellen.

## Weitere Firmengründungen
- Alfred Rexroth GmbH & Co. KG
- Rexroth Rhinow GmbH
- Marke der Firma Rexroth-Rhinow GmbH | RexGarden Exklusives Outdoor Design, Outdoor-Küchen und Containerumbauten